# The Singing Detective
The Singing Detective (conocida en España como El detective cantante) es una película del 2003 basada en la miniserie del mismo nombre, concebida a partir de una novela de Dennis Potter. Protagonizada por Robert Downey Jr., cuenta con un elenco que incluye a Katie Holmes, Adrien Brody, Robin Wright y Mel Gibson.

## Trama
Aquejado de psoriasis y una artritis paralizante, el detective Dan Dark yace dolorido en un hospital mientras comienza a sumergirse en una fantasía, dando lugar a varias historias que transcurren simultáneamente:
1. Una película de cine negro inspirada en la novela de Dark, The Singing Detective, donde un cantante de club nocturno y detective privado, contratado por Mark Binney, se hace con un extraño caso que incluye prostitutas y dos hombres misteriosos. Nada de todo esto llega a resolverse, quedando reducido a una trama vaga. Cabe destacar que todas las personas que aparecen en esa historia de cine negro son interpretadas por personas que existen realmente en la vida de Dark: por ejemplo, su enfermera interpreta a una cantante.
2. La realidad actual, en la que Dark se ve atormentado por un dolor increíble. Dark interactúa con varias personas alrededor de él, mientras los doctores y las enfermeras intentan ayudarlo, pero son desestimados por la furia y la amargura que Dark siente hacia cuantos lo rodean. La realidad, sin embargo, se colapsa en alucinaciones mientras las personas cantan números de coreografía musicales, como "How Much Is That Doggie In The Window?". Al final, su realidad se mezcla con el cine negro y es secuestrado por dos hombres misteriosos.
3. La infancia traumática del pasado de Dark, que explica su repulsión hacia la sexualidad (Dark vio a su madre practicar el sexo con otro hombre) y su ira.

## Elenco
- Robert Downey Jr. como Dan Dark.
- Robin Wright como Nicola / Nina / Blonde.
- Mel Gibson como Dr. Gibbon
- Jeremy Northam como Mark Binney.
- Katie Holmes como Enfermera Mills.
- Adrien Brody como Bravucón #1.
- Jon Polito como Bravucón #2.
- Carla Gugino como Betty Dark / Prostituta.
- Saul Rubinek como Especialista de Piel.
- Alfre Woodard como Jefe del Personal.
- Amy Aquino como Enfermera Nozhki.
- David Dorfman como Joven Dan Dark.
- Eddie Jones como Barman del Moonglow.
- Clyde Kusatsu como Doctor Japonés.

## Recepción
El puntaje en Rotten Tomatoes fue del 40 por ciento. Mientras que a algunos críticos, como Roger Ebert, les gustó la película, otros, como Joe Baltake lo consideró "un interesante fallo".